# Marc Dolnitz
Marc Dolnitz ou Marc Doelnitz, pseudonyme de Marc Alexandre d'Oelsnitz, est un acteur, chef costumier, décorateur et producteur de cinéma français, né le 24 avril 1921 dans le 7e arrondissement de Paris et mort le 8 décembre 2000 à Montpellier. 

## Biographie
Marc Dolnitz s'est installé à Aigues-Mortes en 1992.

## Filmographie

### Acteur
- 1940 : Remorques de Jean Grémillon
- 1941 : Les Deux Timides d'Yves Allégret : le militaire
- 1941 : Les Inconnus dans la maison d'Henri Decoin : Edmond Dossin
- 1941 : Montmartre-sur-Seine de Georges Lacombe
- 1942 : Pontcarral, colonel d'Empire de Jean Delannoy : Toni
- 1943 : Lucrèce de Léo Joannon : un collégien
- 1944 : Falbalas de Jacques Becker : un cousin
- 1948 : Hans le marin de François Villiers
- 1948 : Les souvenirs ne sont pas à vendre de Robert Hennion
- 1949 : Autour d'une collection, court métrage de Jean-Claude Huysman
- 1949 : Ulysse ou les mauvaises rencontres, court métrage d'Alexandre Astruc : Ulysse
- 1952 : Saint-Tropez, devoir de vacances, court métrage de Paul Paviot : lui-même
- 1956 : Mon curé chez les pauvres d'Henri Diamant-Berger
- 1957 : Mimi Pinson de Robert Darène : Valentin
- 1958 : Cette nuit-là (Un silence de mort) de Maurice Cazeneuve : le boute-en-train
- 1958 : Les Racines du ciel (The Roots of Heaven) de John Huston : De Vries
- 1960 : Zazie dans le métro de Louis Malle : Monsieur Coquetti
- 1960 : Drame dans un miroir (Crack in the Mirror) de Richard Fleischer : un journaliste
- 1961 : Le Couteau dans la plaie d'Anatole Litvak
- 1962 : Parigi o cara de Vittorio Caprioli
- 1966 : Tendre Voyou de Jean Becker
- 1969 : Elle boit pas, elle fume pas, elle drague pas, mais... elle cause ! de Michel Audiard
- 1972 : La Punition de Pierre-Alain Jolivet : l'homme au perroquet
- 1975 : La Course à l'échalote de Claude Zidi : Marc

### Costumier
- 1956 : Les Aventures de Gil Blas de Santillane de René Jolivet
- 1957 : L'amour est en jeu de Marc Allégret
- 1960 : Zazie dans le métro de Louis Malle

## Théâtre
- 1954 : Portrait de famille de Nino Frank et Paul Gilson, mise en scène Claude Régy, Théâtre des Mathurins